# トルクメニスタン議会
トルクメニスタン議会（トルクメニスタンぎかい、トルクメン語: Mejilis）は、トルクメニスタンの立法府。

## 概要
任期5年、定数125。単純小選挙区制に基づき国民の直接選挙で選出される。

## 沿革
1992年の独立に伴い、旧ソ連時代の最高会議を国の立法機関として設置。2003年に議会（マジュリス）と改称。
2008年の憲法改正により、国権の最高機関である人民評議会（ハルク・マスラハトイ）が廃止され、その権限を議会に移行。また、50議席だった議会定数は125議席に拡大された。しかし、2021年1月に発効した改正憲法により人民評議会は上院として復活したため二院制に移行し、既存の議会（マジュリス）は下院相当となった。しかし、2023年1月21日の憲法改正で人民評議会は最高政策指導機関となったため、再び一院制となった。